# Premiul Saturn pentru cel mai bun machiaj
Premiul Saturn pentru cel mai bun machiaj (în engleză: Saturn Award for Best Make-up) este un premiu acordat din 1974 de Academy of Science Fiction, Fantasy and Horror Films (de la a doua ceremonie a premiilor Saturn), cu opt ani înainte de Premiul Oscar pentru cel mai bun machiaj.
Rick Baker deține recordul pentru cele mai multe victorii cu șapte premii și pentru cele mai multe nominalizări cu șaptesprezece.

## Câștigători și nominalizări

### Anii 1970
| An            | Machior                                              | Film                            |
| ------------- | ---------------------------------------------------- | ------------------------------- |
| 1973 (2nd)    | Dick Smith                                           | Exorcistul                      |
| 1974/75 (3rd) | William J. Tuttle                                    | Tânărul Frankenstein            |
| 1976 (4th)    | William J. Tuttle                                    | Fuga lui Logan                  |
| 1977 (5th)    | Rick Baker și Stuart Freeborn                        | Războiul stelelor               |
| 1977 (5th)    | Thomas R. Burman                                     | Sămânța demonului               |
| 1977 (5th)    | John Chambers                                        | Insula doctorului Moreau        |
| 1977 (5th)    | Dick Smith                                           | Santinela damnaților            |
| 1977 (5th)    | Bob Westmoreland, Thomas R. Burman și Carlo Rambaldi | Întâlnire de gradul trei        |
| 1978 (6th)    | William J. Tuttle și Rick Baker                      | Furie                           |
| 1978 (6th)    | Thomas R. Burman și Edouard F. Henriques             | Invazia jefuitorilor de trupuri |
| 1978 (6th)    | Lee Harman, Vincent Callaghan și Lynn Donahue        | Ochii Laurei Mars               |
| 1978 (6th)    | Joe McKinney și Thomas R. Burman                     | The Manitou                     |
| 1978 (6th)    | Stan Winston                                         | The Wiz                         |
| 1979 (7th)    | William J. Tuttle                                    | Love at First Bite              |
| 1979 (7th)    | Pat Hay                                              | Alien                           |
| 1979 (7th)    | Fred B. Phillips, Janna Phillips și Ve Neill         | Star Trek: Filmul               |
| 1979 (7th)    | Peter Robb-King                                      | Dracula                         |
| 1979 (7th)    | Tom Savini                                           | Dimineața morților              |

### Anii 1980
| An             | Machior                                                             | Film                                          |
| -------------- | ------------------------------------------------------------------- | --------------------------------------------- |
| 1980 (8th)     | Dick Smith                                                          | Experiment periculos                          |
| 1980 (8th)     | Dick Smith                                                          | Scanners                                      |
| 1980 (8th)     | Colin Booker                                                        | Fade to Black                                 |
| 1980 (8th)     | Rob Bottin și Rick Baker                                            | Howling                                       |
| 1980 (8th)     | Giannetto De Rossi                                                  | Zombi 2                                       |
| 1980 (8th)     | Sue Dolph, Steve Neill și Rick Stratton                             | Bătălie peste stele                           |
| 1981 (9th)     | Rick Baker                                                          | Un vârcolac american la Londra                |
| 1981 (9th)     | Ken Chase                                                           | Evadare din New York                          |
| 1981 (9th)     | Basil Newall și Anna Dryhurst                                       | Excalibur                                     |
| 1981 (9th)     | Stan Winston                                                        | Dead & Buried                                 |
| 1981 (9th)     | Stan Winston                                                        | Heartbeeps                                    |
| 1982 (10th)    | Dorothy J. Pearl                                                    | Poltergeist                                   |
| 1982 (10th)    | Sue Dolph                                                           | Forbidden World                               |
| 1982 (10th)    | Werner Keppler și James Lee McCoy                                   | Star Trek II: Furia lui Khan                  |
| 1982 (10th)    | Hatsuo Nagatomo                                                     | Casa blestemată                               |
| 1982 (10th)    | José Antonio Sánchez                                                | Conan Barbarul                                |
| 1983 (11th)    | Phil Tippett și Stuart Freeborn                                     | Întoarcerea lui Jedi                          |
| 1983 (11th)    | Ken Brooke                                                          | Strange Invaders                              |
| 1983 (11th)    | Gary Liddiard și James R. Scribner                                  | Something Wicked This Way Comes               |
| 1983 (11th)    | James R. Scribner                                                   | Nightmares                                    |
| 1983 (11th)    | Dick Smith și Carl Fullerton                                        | Foamea                                        |
| 1984 (12th)    | Stan Winston                                                        | Terminatorul                                  |
| 1984 (12th)    | Giannetto De Rossi                                                  | Dune                                          |
| 1984 (12th)    | Greg LaCava                                                         | Gremlinii                                     |
| 1984 (12th)    | Robert J. Schiffer                                                  | Sirena îndrăgostită                           |
| 1984 (12th)    | Tom Smith                                                           | Indiana Jones și templul morții               |
| 1985 (13th)    | Tom Savini                                                          | Ziua morților                                 |
| 1985 (13th)    | Rob Bottin                                                          | Exploratorii                                  |
| 1985 (13th)    | Anthony Doublin, John Naulin și John Carl Buechler                  | Re-Animator                                   |
| 1985 (13th)    | William Munns                                                       | Întoarcerea morților vii                      |
| 1985 (13th)    | Chris Walas                                                         | Inamicul meu                                  |
| 1986 (14th)    | Chris Walas                                                         | Musca                                         |
| 1986 (14th)    | Rob Bottin                                                          | Legenda                                       |
| 1986 (14th)    | John Carl Buechler, John Naulin, Anthony Doublin și Mark Shostrom   | From Beyond                                   |
| 1986 (14th)    | Wes Dawn, Jeff Dawn și James Lee McCoy                              | Star Trek IV: Călătoria acasă                 |
| 1986 (14th)    | Peter Robb-King                                                     | Aliens                                        |
| 1987 (15th)    | Rob Bottin și Stephan Dupuis                                        | RoboCop                                       |
| 1987 (15th)    | Rick Baker                                                          | Harry and the Hendersons                      |
| 1987 (15th)    | Greg Cannom, Ve Neill și Steve La Porte                             | Frați de sânge                                |
| 1987 (15th)    | Bob Keen                                                            | Hellraiser                                    |
| 1987 (15th)    | Mark Shostrom                                                       | Evil Dead II                                  |
| 1987 (15th)    | Kevin Yagher, Mark Shostrom și R. Christopher Biggs                 | Coșmar pe strada Ulmilor: Războinicii din vis |
| 1988 (16th)    | Ve Neill, Steve La Porte și Robert Short                            | Viață de stafie                               |
| 1988 (16th)    | David LeRoy Anderson și Lance Anderson                              | Șarpele și curcubeul                          |
| 1988 (16th)    | R. Christopher Biggs și Sheri Short                                 | Critters 2                                    |
| 1988 (16th)    | John M. Elliott, Jr. și Stan Winston                                | Alien Nation                                  |
| 1988 (16th)    | Bob Keen                                                            | Waxwork                                       |
| 1988 (16th)    | Mark Shostrom                                                       | Phantasm II                                   |
| 1989/90 (17th) | John Caglione Jr., Doug Drexler și Cheri Minns                      | Dick Tracy                                    |
| 1989/90 (17th) | Rob Bottin, Jeff Dawn, Craig Berkeley și Robin Weiss                | Total Recall                                  |
| 1989/90 (17th) | Ken Chase, Michael Mills și Kenny Myers                             | Înapoi în viitor II                           |
| 1989/90 (17th) | Stephan Dupuis, Dennis Pawlik, Jo-Anne Smith-Ojeil și Jayne Dancose | Musca II                                      |
| 1989/90 (17th) | Paul Engelen, Lynda Armstrong și Nick Dudman                        | Batman                                        |
| 1989/90 (17th) | Tony Gardner și Larry Hamlin                                        | Omul întunericului                            |
| 1989/90 (17th) | Bob Keen și Geoffrey Portass                                        | Eroare genetică                               |
| 1989/90 (17th) | John Stephenson                                                     | Vrăjitoarele                                  |
| 1989/90 (17th) | Maggie Weston și Fabrizio Sforza                                    | Aventurile Baronului Munchausen               |

### Anii 1990
| An          | Machior                                                     | Film                               |
| ----------- | ----------------------------------------------------------- | ---------------------------------- |
| 1991 (18th) | Carl Fullerton și Neal Martz                                | Tăcerea mieilor                    |
| 1991 (18th) | Gordon J. Smith                                             | Body Parts                         |
| 1991 (18th) | John Vulich și Everett Burrell                              | Noaptea morților vii               |
| 1991 (18th) | David B. Miller                                             | Un weekend de coșmar               |
| 1991 (18th) | Stan Winston și Scott H. Eddo                               | Predator 2                         |
| 1991 (18th) | Stan Winston, Jeff Dawn                                     | Terminatorul 2: Ziua Judecății     |
| 1992 (19th) | Stan Winston și Ve Neill                                    | Batman revine                      |
| 1992 (19th) | Greg Cannom, Matthew W. Mungle și Michèle Burke             | Dracula                            |
| 1992 (19th) | Bob Keen (Image Animation)                                  | Candyman                           |
| 1992 (19th) | Dick Smith și Kevin Haney                                   | Tinerețe veșnică                   |
| 1992 (19th) | Bob Keen                                                    | Hellraiser 3: Iadul pe pământ      |
| 1992 (19th) | Steve Johnson                                               | Highway to Hell                    |
| 1992 (19th) | Michael Mills și Edward French                              | Star Trek VI: Tărâmul nedescoperit |
| 1993 (20th) | Kevin Haney                                                 | Valorile familiei Addams           |
| 1993 (20th) | (K.N.B. EFX Group Inc., Alterian Inc.)                      | Armata întunericului               |
| 1993 (20th) | John Vulich și Everett Burrell                              | Jumătatea întunecată               |
| 1993 (20th) | Screaming Mad George, Steve Johnson (Alterian Inc.)         | Freaked                            |
| 1993 (20th) | Kevin Yagher și Mitchell J. Coughlin                        | Man's Best Friend                  |
| 1993 (20th) | Jeff Goodwin, Vincent J. Guastini și Rob Burman             | Super frații Mario                 |
| 1993 (20th) | Bob Keen                                                    | Vrăjitorul: Armaghedon             |
| 1994 (21st) | Rick Baker și Ve Neill                                      | Ed Wood                            |
| 1994 (21st) | Stan Winston și Michèle Burke                               | Interviu cu un vampir              |
| 1994 (21st) | Greg Cannom                                                 | Masca                              |
| 1994 (21st) | Daniel Parker și Paul Engelen                               | Frankenstein                       |
| 1994 (21st) | Alec Gillis și Tom Woodruff Jr.                             | Cine este Moș Crăciun?             |
| 1994 (21st) | Rick Baker                                                  | Lupul                              |
| 1995 (22nd) | Jean Ann Black și Rob Bottin                                | Se7en                              |
| 1995 (22nd) | Rick Baker, Ve Neill și Yolanda Toussieng                   | Batman Forever                     |
| 1995 (22nd) | (K.N.B. EFX Group Inc.)                                     | De la apusul la răsăritul soarelui |
| 1995 (22nd) | (K.N.B. EFX Group Inc.)                                     | Creatorii de coșmaruri             |
| 1995 (22nd) | Nick Dudman, Chris Cunningham                               | Judecătorul Dredd                  |
| 1995 (22nd) | Steve Johnson, Bill Corso și Kenny Myers                    | Specii                             |
| 1996 (23rd) | Rick Baker și David LeRoy Anderson                          | Profesorul trăsnit                 |
| 1996 (23rd) | Rick Baker și Richard Taylor                                | Un om și trei fantome              |
| 1996 (23rd) | Stan Winston și Shane Mahan                                 | Insula doctorului Moreau           |
| 1996 (23rd) | Jenny Shircore și Peter Owen                                | Mary Reilly                        |
| 1996 (23rd) | Michael Westmore, Scott Wheeler și Jake Garber              | Star Trek: Primul contact          |
| 1996 (23rd) | Greg Cannom                                                 | Te blestem!                        |
| 1997 (24th) | Rick Lazzarini și Gordon J. Smith                           | Mimic                              |
| 1997 (24th) | David Atherton și Kevin Yagher                              | Față în față                       |
| 1997 (24th) | Rick Baker, David LeRoy Anderson și Katherine James         | Bărbații în negru                  |
| 1997 (24th) | Ve Neill și Jeff Dawn                                       | Batman & Robin                     |
| 1997 (24th) | Cindy J. Williams (K.N.B. EFX Group Inc.)                   | Arma dreptății                     |
| 1997 (24th) | Luigi Rocchetti și Neal Martz                               | Pact cu Diavolul                   |
| 1998 (25th) | Robert Kurtzman, Greg Nicotero și Howard Berger             | Vampirii                           |
| 1998 (25th) | Greg Cannom și Michael Germain                              | Blade                              |
| 1998 (25th) | Alec Gillis, Tom Woodruff Jr., Michael Mills și Greg Nelson | Dosarele X - Înfruntă viitorul     |
| 1998 (25th) | Bob McCarron, Lesley Vanderwalt și Lynn Wheeler             | Orașul întunecat                   |
| 1998 (25th) | Peter Robb-King                                             | Pierduți în spațiu                 |
| 1998 (25th) | Michael Westmore                                            | Star Trek: Insurecția              |
| 1999 (26th) | Nick Dudman și Aileen Seaton                                | Mumia                              |
| 1999 (26th) | Stan Winston, Hallie D'Amore și Ve Neill                    | Bătălia galactică                  |
| 1999 (26th) | Nikki Gooley, Bob McCarron și Wendy Sainsbury               | Matrix                             |
| 1999 (26th) | Fae Hammond                                                 | Plăcerea de a ucide                |
| 1999 (26th) | Kevin Yagher și Peter Owen                                  | Legenda călărețului fără cap       |
| 1999 (26th) | Paul Engelen, Sue Love și Nick Dudman                       | Amenințarea fantomei               |

### Anii 2000
| An          | Machior                                                     | Film                                                |
| ----------- | ----------------------------------------------------------- | --------------------------------------------------- |
| 2000 (27th) | Rick Baker și Gail Rowell-Ryan                              | Cum a furat Grinch Crăciunul                        |
| 2000 (27th) | Rick Baker, Nena Smarz și Edie Giles                        | Profesorul trăsnit și clanul Klump                  |
| 2000 (27th) | Ann Buchanan și Amber Sibley                                | Umbra vampirului                                    |
| 2000 (27th) | Michèle Burke și Edouard F. Henriques (KNB, EFX Inc.)       | Conexiune inversă                                   |
| 2000 (27th) | Alec Gillis, Tom Woodruff Jr., Jeff Dawn și Charles Porlier | Ziua a 6-a                                          |
| 2000 (27th) | Gordon J. Smith și Ann Brodie (FX Smith Inc.)               | X-Men                                               |
| 2001 (28th) | Greg Cannom și Wesley Wofford                               | Hannibal                                            |
| 2001 (28th) | Nick Dudman, Mark Coulier și John Lambert                   | Harry Potter și Piatra Filozofală                   |
| 2001 (28th) | Peter Owen și Richard Taylor                                | Stăpânul Inelelor: Frăția Inelului                  |
| 2001 (28th) | Aileen Seaton, Nick Dudman și Jane Walker                   | Mumia revine                                        |
| 2001 (28th) | Rick Baker și John Blake                                    | Planeta maimuțelor                                  |
| 2001 (28th) | Michèle Burke și Camille Calvet                             | Vanilla Sky - Deschide ochii                        |
| 2002 (29th) | Peter Owen și Peter King                                    | Stăpânul Inelelor: Cele două turnuri                |
| 2002 (29th) | Michelle Taylor, Gary Matanky, Bob Newton și Mark Boley     | Blade II                                            |
| 2002 (29th) | Nick Dudman și Amanda Knight                                | Harry Potter și Camera Secretelor                   |
| 2002 (29th) | Michèle Burke și Camille Calvet (Knb Effects Group, Inc.)   | Raport special                                      |
| 2002 (29th) | Rick Baker, Jean Ann Black și Bill Sturgeon                 | Avertizarea                                         |
| 2002 (29th) | Michael Westmore                                            | Star Trek: Nemesis                                  |
| 2003 (30th) | Richard Taylor și Peter King                                | Stăpânul Inelelor: Întoarcerea regelui              |
| 2003 (30th) | Rick Baker, Bill Corso și Robin L. Neal                     | Casa bântuită                                       |
| 2003 (30th) | Ve Neill și Martin Samuel                                   | Pirații din Caraibe: Blestemul Perlei Negre         |
| 2003 (30th) | Jeff Dawn și John Rosengrant                                | Terminatorul 3: Supremația roboților                |
| 2003 (30th) | Trefor Proud și Balázs Novák                                | Lumea de dincolo                                    |
| 2003 (30th) | Gordon J. Smith                                             | X-Men 2                                             |
| 2004 (31st) | Jake Garber, Matt Rose și Mike Elizalde                     | Hellboy - Eroul scăpat din Infern                   |
| 2004 (31st) | David LeRoy Anderson și Mario Cacioppo                      | Dimineața morții                                    |
| 2004 (31st) | Nick Dudman și Amanda Knight                                | Harry Potter și Prizonierul din Azkaban             |
| 2004 (31st) | Valli O'Reilly și Bill Corso                                | Lemony Snicket - O serie de evenimente nefericite   |
| 2004 (31st) | Paul Jones                                                  | Resident Evil 2: Ultimul război                     |
| 2004 (31st) | Greg Cannom și Steve La Porte                               | Van Helsing                                         |
| 2005 (32nd) | Howard Berger, Nikki Gooley și Greg Nicotero                | Cronicile din Narnia - Leul, Vrăjitoarea și Dulapul |
| 2005 (32nd) | Nick Dudman și Amanda Knight                                | Harry Potter și Pocalul de Foc                      |
| 2005 (32nd) | Richard Taylor, Gino Acevedo, Dominie Till și Peter King    | King Kong                                           |
| 2005 (32nd) | Howard Berger și Greg Nicotero                              | Tărâmul morții                                      |
| 2005 (32nd) | Howard Berger și Greg Nicotero                              | Sin City                                            |
| 2005 (32nd) | Dave Elsey, Lou Elsey și Nikki Gooley                       | Răzbunarea Sith                                     |
| 2006 (33rd) | Todd Masters și Dan Rebert                                  | Târâtoarea                                          |
| 2006 (33rd) | Paul Hyett și Vickie Lang                                   | Coborâre întunecată                                 |
| 2006 (33rd) | Howard Berger, Greg Nicotero și Mario Michisanti            | Dealuri însângerate                                 |
| 2006 (33rd) | David Martí și Montse Ribé                                  | Labirintul lui Pan                                  |
| 2006 (33rd) | Ve Neill și Joel Harlow                                     | Pirații din Caraibe: Cufărul omului mort            |
| 2006 (33rd) | Greg Nicotero și Scott Patton                               | Masacrul din Texas: Începuturile                    |
| 2007 (34th) | Ve Neill și Martin Samuel                                   | Pirații din Caraibe: La capătul lumii               |
| 2007 (34th) | Davina Lamont și Gino Acevedo                               | 30 de zile de noapte                                |
| 2007 (34th) | Shaun Smith, Mark Rappaport și Scott Wheeler                | 300                                                 |
| 2007 (34th) | Howard Berger, Greg Nicotero și Jake Garber                 | Grindhouse (pentru segmentul Planeta terorii)       |
| 2007 (34th) | Nick Dudman și Amanda Knight                                | Harry Potter și Ordinul Phoenix                     |
| 2007 (34th) | Peter Owen și Ivana Primorac                                | Sweeney Todd: Bărbierul diabolic din Fleet Street   |
| 2008 (35th) | Greg Cannom                                                 | Strania poveste a lui Benjamin Button               |
| 2008 (35th) | Greg Nicotero și Paul Engelen                               | Cronicile din Narnia: Prințul Caspian               |
| 2008 (35th) | John Caglione, Jr. și Conor O'Sullivan                      | Cavalerul negru                                     |
| 2008 (35th) | Paul Hyett                                                  | Sfârșitul lumii                                     |
| 2008 (35th) | Mike Elizalde                                               | Hellboy și Armata de Aur                            |
| 2008 (35th) | Gerald Quist                                                | Furtună tropicală                                   |
| 2009 (36th) | Barney Burman, Mindy Hall și Joel Harlow                    | Star Trek: Un nou început                           |
| 2009 (36th) | Joe Dunckley, Sarah Rubano și Frances Richardson            | District 9                                          |
| 2009 (36th) | Greg Nicotero și Howard Berger                              | Târâtă în iad                                       |
| 2009 (36th) | Mike Smithson și John Rosengrant                            | Terminatorul: Salvarea                              |
| 2009 (36th) | Greg Nicotero și Howard Berger                              | Cartea lui Eli                                      |
| 2009 (36th) | Sarah Monzani                                               | Doctor Parnassus                                    |

### Anii 2010
| An               | Machior                                                                   | Film                                         |
| ---------------- | ------------------------------------------------------------------------- | -------------------------------------------- |
| 2010 (37th)      | Rick Baker și Dave Elsey                                                  | Omul-lup                                     |
| 2010 (37th)      | Greg Nicotero și Howard Berger                                            | Hibrid                                       |
| 2010 (37th)      | Mark Coulier, Nick Dudman și Amanda Knight                                | Harry Potter și Talismanele Morții. Partea 1 |
| 2010 (37th)      | Andy Clement și Donald Mowat                                              | Recuperatorii                                |
| 2010 (37th)      | Andy Clement, Jennifer McDaniel și Tarra D. Day                           | Nopți însângerate                            |
| 2010 (37th)      | Lindsay MacGowan și Shane Mahan                                           | Alice în Țara Minunilor                      |
| 2011 (38th)      | Dave Elsey, Fran Needham și Conor O'Sullivan                              | X-Men: Cei dintâi                            |
| 2011 (38th)      | Shaun Smith și Scott Wheeler                                              | Conan Barbarul                               |
| 2011 (38th)      | Nick Dudman și Amanda Knight                                              | Harry Potter și Talismanele Morții. Partea 2 |
| 2011 (38th)      | Annick Chartier, Adrien Morot și Nikoletta Skarlatos                      | Nemuritorii: Războiul zeilor                 |
| 2011 (38th)      | Tamar Aviv                                                                | Pielea în care trăiesc                       |
| 2011 (38th)      | Tom Woodruff Jr. și Alec Gillis                                           | Creatura                                     |
| 2012 (39th)      | Heike Merker, Daniel Parker și Jeremy Woodhead                            | Atlasul norilor                              |
| 2012 (39th)      | Greg Nicotero, Howard Berger, Peter Montagna și Julie Hewett              | Hitchcock                                    |
| 2012 (39th)      | Peter King, Rick Findlater și Tami Lane                                   | Hobbitul: O călătorie neașteptată            |
| 2012 (39th)      | David Martí, Montse Ribé și Vasit Suchitta                                | Paradisul spulberat                          |
| 2012 (39th)      | Naomi Donne, Donald Mowat și Love Larson                                  | 007: Coordonata Skyfall                      |
| 2012 (39th)      | Jean Ann Black și Fay von Schroeder                                       | Saga Amurg: Zori de zi - Partea 2            |
| 2013 (40th)      | Donald Mowat                                                              | Prizonieri                                   |
| 2013 (40th)      | Patrick Baxter, Jane O'Kane și Roger Murray                               | Cartea morților                              |
| 2013 (40th)      | Peter King, Rick Findlater și Richard Taylor                              | Hobbitul: Dezolarea lui Smaug                |
| 2013 (40th)      | Howard Berger, Jamie Kelman și Peter Montagna                             | Supraviețuitorul                             |
| 2013 (40th)      | Fae Hammond, Mark Coulier și Kirstin Chalmers                             | Rush: Rivalitate și adrenalină               |
| 2013 (40th)      | Karen Cohen, David White și Elizabeth Yianni-Georgiou                     | Thor: Întunericul                            |
| 2014 (41st)      | David White și Elizabeth Yianni-Georgiou                                  | Gardienii galaxiei                           |
| 2014 (41st)      | Bill Terezakis și Lisa Love                                               | Planeta Maimuțelor: Revoluție                |
| 2014 (41st)      | Mark Coulier și Daniel Phillips                                           | Dracula: Povestea nespusă                    |
| 2014 (41st)      | Peter King, Rick Findlater și Gino Acevedo                                | Hobbitul: Bătălia celor cinci oștiri         |
| 2014 (41st)      | Peter King și Matthew Smith                                               | În inima pădurii                             |
| 2014 (41st)      | Adrien Morot și Norma Hill-Patton                                         | X-Men: Viitorul este trecut                  |
| 2015 (42nd)      | Neal Scanlan                                                              | Trezirea Forței                              |
| 2015 (42nd)      | Joel Harlow și Kenny Niederbaumer                                         | Black Mass: Afaceri murdare                  |
| 2015 (42nd)      | David Martí, Montse Ribé și Xavi Bastida                                  | Crimson Peak                                 |
| 2015 (42nd)      | Greg Nicotero, Howard Berger, Jake Garber și Heba Thorisdottir            | The Hateful Eight                            |
| 2015 (42nd)      | Lesley Vanderwalt, Damian Martin și Elka Wardega                          | Mad Max: Drumul furiei                       |
| 2015 (42nd)      | Donald Mowat                                                              | Sicario: Asasinul                            |
| 2016 (43rd)      | Joel Harlow și Monica Huppert                                             | Star Trek. Dincolo de infinit!               |
| 2016 (43rd)      | Jeremy Woodhead                                                           | Doctor Strange                               |
| 2016 (43rd)      | Nick Knowles                                                              | Animale fantastice și unde le poți găsi      |
| 2016 (43rd)      | Amy Byrne                                                                 | Rogue One: O poveste Star Wars               |
| 2016 (43rd)      | Allan Apone, Jo-Ann MacNeil și Marta Roggero                              | Brigada sinucigașilor                        |
| 2016 (43rd)      | Charles Carter, Rita Ciccozzi și Rosalina Da Silva                        | X-Men: Apocalipsa                            |
| 2017 (44th)      | Joel Harlow și Ken Diaz                                                   | Pantera neagră                               |
| 2017 (44th)      | Donald Mowat                                                              | Vânătorul de recompense 2049                 |
| 2017 (44th)      | John Blake și Brian Sipe                                                  | Gardienii Galaxiei Vol. 2                    |
| 2017 (44th)      | Alec Gillis, Sean Sansom, Tom Woodruff, Jr. și Shane Zander               | It                                           |
| 2017 (44th)      | Mike Hill și Shane Mahan                                                  | Forma apei                                   |
| 2017 (44th)      | Peter Swords King și Neal Scanlan                                         | Ultimii Jedi                                 |
| 2017 (44th)      | Arjen Tuiten                                                              | Minunea                                      |
| 2018 (45th)      | John Blake și Brian Sipe                                                  | Răzbunătorii: Sfârșitul jocului              |
| 2018 (45th)      | Judy Chin și Mike Marino                                                  | The Dead Don't Die                           |
| 2018 (45th)      | Bill Corso                                                                | Capcana                                      |
| 2018 (45th)      | Lisa Love și Tate Steinsiek                                               | De cealaltă parte a justiției                |
| 2018 (45th)      | Tristan Versluis, Naomi Dunne și Duncan Jarman                            | Overlord                                     |
| 2018 (45th)      | Annick Chartier și Adrien Morot                                           | Cimitirul animalelor                         |
| 2018 (45th)      | Mark Coulier și Fernanda Perez                                            | Suspiria                                     |
| 2019/2020 (46th) | Amanda Knight și Neal Scanlan                                             | Ascensiunea lui Skywalker                    |
| 2019/2020 (46th) | Bianca Appice, Bill Corso, Stephen Kelly, Dennis Liddiard și Kevin Yagher | Bill & Ted Face the Music                    |
| 2019/2020 (46th) | Norman Cabrera, Mike Elizalde și Mike Hill                                | Povești de groază de spus pe întuneric       |
| 2019/2020 (46th) | Iantha Goldberg, Sean Sansom și Shane Zander                              | It Chapter Two                               |
| 2019/2020 (46th) | Robert Kurtzman și Bernadette Mazur                                       | Doctor Sleep                                 |
| 2019/2020 (46th) | Arjen Tuiten și David White                                               | Maleficent: Suverana Răului                  |